# Безводица
Безводица е село в Североизточна България. То се намира в община Балчик, област Добрич. Старото име на селото е Сусус кьой, в превод от турски: Безводно село.

## История
През Османския период селото се нарича Сусус кьой, като запазва това име и по време на румънското господство над Южна Добруджа. По време на Първата световна война през август 1916 г. от селото насилствено са интернирани в Молдова 29-тима етнически българи от мъжки пол на възраст от 14 до 60 г. През 1929 г. в селото е регистрирано нападение и опит за самоуправство от страна на румънски колонисти над местни жители.
След подписването на Крайовската спогодба през 1940 г.  Южна Добруджа е върната в границите на Царство България. Днешното си име селото получава със заповед на МЗ № 2191/обн. 27 юни 1942 г.
През социалистическия период от 1946 до 1958 г. в толбухинското село функционира ТКЗС „27 октомври”.

## Население
Численост на населението според преброяванията през годините:
| \| Година на преброяване \| Численост \| \| --------------------- \| --------- \| \| 1934 \| 600 \| \| 1946 \| 643 \| \| 1956 \| 665 \| \| 1965 \| 570 \| \| 1975 \| 442 \| \| 1985 \| 395 \| \| 1992 \| 359 \| \| 2001 \| 414 \| \| 2011 \| 360 \| \| 2021 \| 285 \| |           |
| Година на преброяване | Численост |
| 1934 | 600       |
| 1946 | 643       |
| 1956 | 665       |
| 1965 | 570       |
| 1975 | 442       |
| 1985 | 395       |
| 1992 | 359       |
| 2001 | 414       |
| 2011 | 360       |
| 2021 | 285       |

### Етнически състав

#### Преброяване на населението през 2011 г.
Численост и дял на етническите групи според преброяването на населението през 2011 г.:
|                     | Численост | Дял (в %) |
| Общо                | 360       | 100.00    |
| Българи             | 246       | 68.33     |
| Турци               | 86        | 23.88     |
| Цигани              | 11        | 3.05      |
| Други               | ?         | ?         |
| Не се самоопределят | ?         | ?         |
| Неотговорили        | 11        | 3.05      |